# Achrosis serpentinaria
Sabaria serpentinaria là một loài bướm đêm trong họ Geometridae.